# Hosokawa Tadaoki
Tadaoki Hosokawa (細川忠興, 28 novembre 1563-18 janvier 1646) est le fils aîné de Hosokawa Fujitaka et Numata Jakō. Il s'engage dans sa première bataille à l'âge de 13 ans sous les ordres de Oda Nobunaga. Avec son père, il commence à diriger la province de Mino en 1580. Il se marie en 1578 avec la fille de Mitsuhide Akechi, Tamako (1563-1600).
Tadaoki participe à la bataille de Nagakute aux côtés de Hideyoshi Toyotomi. Il prend ensuite part au siège de Nirayama (province d'Izu). Dans les années 1590, il se lie d'amitié avec Ieyasu Tokugawa et s'engage à ses côtés lors de la bataille de Sekigahara en 1600 avec 5 000 hommes sous son commandement. Se trouvant dans le camp des vainqueurs, on lui donne un domaine féodal de 370 000 koku de revenus. Il a un fils, Hosokawa Tadatoshi, qui reçoit un domaine de 540 000 koku qui reste dans la famille jusqu'à la restauration de Meiji.